# Kalcerrytus limoncocha
Kalcerrytus limoncocha is een spinnensoort in de taxonomische indeling van de springspinnen (Salticidae).
Het dier behoort tot het geslacht Kalcerrytus. De wetenschappelijke naam van de soort werd voor het eerst geldig gepubliceerd in 2000 door María Elena Galiano.